# Torbjörn Erixson
Torbjörn Erixson (Suecia, 17 de abril de 1971) es un atleta sueco retirado especializado en la prueba de 200 m, en la que consiguió ser medallista de bronce europeo en pista cubierta en 1996.

## Carrera deportiva
En el Campeonato Europeo de Atletismo en Pista Cubierta de 1996 ganó la medalla de bronce en los 200 metros, con un tiempo de 21.07 segundos, tras el belga Erik Wijmeersch (oro con 21.04 segundos) y el griego Alexis Alexopoulos.